# Красноруцкая, Лина Владимировна
Лина Владимировна Красноруцкая (род. 29 апреля 1984, Обнинск, Калужская область) — российская теннисистка, финалистка Открытого чемпионата США 2003 года в смешанном парном разряде; победительница одного юниорского турнира Большого шлема в одиночном разряде (Открытый чемпионат США-1999; финалистка одного юниорского турнира Большого шлема в одиночном разряде (Уимблдон-1999) и одного в парном разряде (Открытый чемпионат США-1999); бывшая первая ракетка мира в юниорском рейтинге.

## Спортивная карьера
В начале 1998 года стала победительницей юниорского турнира «Les Petits As» — неофициального чемпионата мира в возрасте до 14 лет, а в 1999 году — чемпионкой мира среди девушек по версии Международной федерации тенниса (ITF). В том же году, в 15 лет, выиграла Открытый чемпионат США среди девушек. В своём первом турнире WTA-тура в Люксембурге победила Магдалену Малееву и Сильвию Фарину и дошла до полуфинала. На этот же год приходится её первая и единственная победа в одиночном разряде во «взрослом» турнире, одержанная на турнире ITF в Италии.
В 2001 году, в 17 лет, дошла до четвертьфинала Открытого чемпионата Франции в одиночном разряде и до финала Кубка Кремля (турнира первой категории) в паре с Еленой Дементьевой. В этом сезоне она одерживает ряд побед над теннисистками из первой двадцатки мирового рейтинга: Аранчей Санчес, Анке Хубер, Натали Тозья, и заканчивает сезон на 34 месте в рейтинге, сделав скачок в сто мест по сравнению с предыдущим годом. Однако в начале 2002 года на Открытом чемпионате Австралии она уже в первом туре травмирует ногу, выбывает из соревнований до августа и скатывается в третью сотню в рейтинге. Через месяц после возвращения она доходит до четвертьфинала на турнире в Бали, затем до полуфинала Pattaya Open в одиночном разряде и до финала этого же турнира в паре с Татьяной Пановой.
2003 год стал наиболее успешным для Красноруцкой. В этом году она победила бывшую первую ракетку мира Селеш, всё ещё входящую в число лучших десяти теннисисток мира, на турнире в Дохе и действующую первую ракетку мира Ким Клейстерс на пути в финал турнира первой категории Canada Masters в Торонто. В парах они с Дементьевой выиграли турнир в Хертогенбосе и вышли в полуфинал Уимблдонского турнира, нанеся в третьем туре поражение Винус и Серене Уильямс. В смешанных парах Красноруцкая и канадец Даниэль Нестор вышли в финал Открытого чемпионата США.
К началу 2004 года достигла высших в своей карьере позиций в одиночном и парном рейтинге, но полученная в конце 2003 года новая травма не позволила ей в полную силу играть в первой половине следующего сезона. Она не участвовала в турнирах с апреля по июнь. Почти сразу после возвращения она дошла до полуфинала в Хертогенбосе, где уступила Мари Пьерс, но после этого сыграла в этом году только четыре матча; последовавшая болезнь заставила её зачехлить ракетку в начале 2005 года, ещё до того, как ей исполнился 21 год, не успев полностью реализовать свой большой потенциал.

## Карьера после ухода из соревнований
С начала 2000-х годов вместе с отцом, заслуженным тренером России Владимиром Викторовичем Красноруцким, участвует в организации «Теннисной академии Красноруцких». Проект комплекса был подготовлен обнинским архитектором Ваником Давтяном ещё в 2004 году. Из-за финансовых сложностей проект был надолго заморожен, и строительство академии возобновилось лишь в 2009 году.
В середине 2000-х годов Лина Красноруцкая работала спортивным комментатором на канале НТВ-Плюс Теннис, но позже вновь вернулась к тренерской практике. В частности, она стала тренером молодой российской теннисистки Надежды Гуськовой.
Осенью 2004 года в возрасте 20 лет вышла замуж за Дмитрия, менеджера спортивной компании. Осенью 2005 года родила сына Максима. В начале 2013 года родила дочь Милану. Проживает вместе с семьёй в Майами.

## Итоговое место в рейтинге WTA по годам
| Год  | Одиночный рейтинг | Парный рейтинг |
| 2004 | 138               | 99             |
| 2003 | 27                | 23             |
| 2002 | 175               | 160            |
| 2001 | 34                | 89             |
| 2000 | 133               | 146            |
| 1999 | 164               | 231            |

## Выступления на турнирах

### Финалы турнировWTAв одиночном разряде (1)

#### Поражение (1)
| Легенда:                    |
| --------------------------- |
| Турниры Большого шлема (0)* |
| Олимпиада (0)               |
| Итоговый турнир WTA (0)     |
| 1-я категория (0)           |
| 2-я категория (0)           |
| 3-я категория (0+1)         |
| 4-я категория (0)           |
| 5-я категория (0)           |

| Титулы по покрытиям | Титулы по месту проведения матчей турнира |
| ------------------- | ----------------------------------------- |
| Хард (0)*           | Зал (0)                                   |
| Грунт (0+2)         | Зал (0)                                   |
| Трава (0+1)         | Открытый воздух (0+1)                     |
| Ковёр (0)           | Открытый воздух (0+1)                     |

* количество побед в одиночном разряде + количество побед в парном разряде.
| №  | Дата            | Турнир          | Покрытие | Соперница в финале | Счёт    |
| 1. | 17 августа 2003 | Торонто, Канада | Хард     | Жюстин Энен-Арденн | 1-6 0-6 |

### Финалы турнировITFв одиночном разряде (1)

#### Победа (1)
| Легенда:         |
| ---------------- |
| 100.000 USD (0)* |
| 75.000 USD (0+7) |
| 50.000 USD (0+6) |
| 25.000 USD (0+3) |
| 10.000 USD (1+2) |

| Титулы по покрытиям | Титулы по месту проведения матчей турнира |
| ------------------- | ----------------------------------------- |
| Хард (0+11)*        | Зал (0+3)                                 |
| Грунт (1+7)         | Зал (0+3)                                 |
| Трава (0)           | Открытый воздух (1+15)                    |
| Ковёр (0)           | Открытый воздух (1+15)                    |

* количество побед в одиночном разряде + количество побед в парном разряде.
| №  | Дата           | Турнир             | Покрытие | Соперница в финале     | Счёт    |
| 1. | 18 апреля 1999 | Сан-Северо, Италия | Грунт    | Оана-Елена Голимбьоски | 6-3 6-0 |

### Финалы турнировWTAв парном разряде (3)

##### Победа (1)
| №  | Дата         | Турнир                  | Покрытие | Партнёрша        | Соперницы в финале        | Счёт        |
| 1. | 21 июня 2003 | Хертогенбос, Нидерланды | Трава    | Елена Дементьева | Надежда Петрова Мэри Пирс | 2-6 6-3 6-4 |

##### Поражения (2)
| №  | Дата           | Турнир           | Покрытие    | Партнёрша        | Соперницы в финале            | Счёт       |
| 1. | 7 октября 2001 | Москва, Россия   | Ковёр (зал) | Елена Дементьева | Анна Курникова Мартина Хингис | 6-7(1) 3-6 |
| 2. | 10 ноября 2002 | Паттайя, Таиланд | Хард        | Татьяна Панова   | Рената Ворачова Келли Лигган  | 5-7 6-7(7) |

### Финалы турнировITFв парном разряде (2)

#### Поражения (2)
| №  | Дата           | Турнир            | Покрытие | Партнёрша       | Соперницы в финале           | Счёт       |
| 1. | 11 апреля 1999 | Чериньола, Италия | Грунт    | Ирина Корниенко | Лиззи Джелфс Жасмин Чаудхури | 5-7 5-7    |
| 2. | 8 декабря 2002 | Бойнтон-Бич, США  | Грунт    | Алина Жидкова   | Каталин Мароши Саманта Ривз  | 2-6 6-7(5) |

### Финалы турниров Большого шлема в смешанном парном разряде (1)

#### Поражение (1)
| №  | Год  | Турнир                 | Покрытие | Партнёрша      | Соперники в финале            | Счёт              |
| 1. | 2003 | Открытый чемпионат США | Хард     | Даниэль Нестор | Катарина Среботник Боб Брайан | 7-5 5-7 6-7(5-10) |